# Estación de Santa Eugenia
Estación de Santa Eugenia vasútállomás Spanyolországban, Madridban a Madrid–Barcelona-vasútvonalon. Része Madrid elővárosi vasúti közlekedésének, a Cercanías Madridnak. Az állomás célpontja volt a 2004-es madridi terrortámadásoknak.

## Kapcsolódó állomások
A vasútállomáshoz az alábbi állomások vannak a legközelebb:
- Vicálvaro (Guadalajara, Línea C-2, Línea C-8)
- Vallecas (Línea C-2)
- Vicálvaro (Alcalá de Henares, Línea C-7)
- Vicálvaro (Príncipe Pío, Línea C-7)
- Vicálvaro (Estación de Cercedilla, Línea C-8)